# Bernabé Valverde
Bernabé Valverde (Callao, Perú; 13 de diciembre de 1929) fue un futbolista peruano, que desempeñó como delantero en el  Unión Callao, Club Mariscal Sucre de Deportes y el Club Atlético Chalaco.

## Trayectoria
Bernabé Valverde debutó a los 17 en el club  Unión Callao, donde campeonó en la Segunda División. Su carrera fue de corta trayectoria, pues en 1952 paso al Club Mariscal Sucre de Deportes y por último vistió la gloriosa casaquilla del Club Atlético Chalaco, donde tuvo de compañeros a cracks como "el cronómetro" Andrés Bedoya, Luis Portanova, René Rosasco, "el tigrillo" Salazar y los argentinos Luis López, Gualberto Bianco, Luis Aguiar.
No le gustaba el dribling y las maromas, pues era veloz, bullicioso, valiente y pateaba fuerte con los dos pies, le gustaba llegar lo más rápido posible al arco contrario y anotar.
En el Campeonato Peruano de Fútbol de 1955, cuando estaba en su mejor momento, sufrió un choque durísimo en el salto con el defensa Gaston Bravo del Club Ciclista Lima Association, pues se jugaba el clásico con el Club Atlético Chalaco, fue una jugada muy fuerte y salió lesionado.
Fue parte de la gira del Club Atlético Chalaco por canchas ecuatorianas en 1956, donde cumplió consagratorias actuaciones y batió a los arqueros del Club Sport Emelec y Barcelona Sporting Club.

## Clubes
| Club             | País | Temporada |
| ---------------- | ---- | --------- |
| Unión Callao     | Perú | 1946-1951 |
| Mariscal Sucre   | Perú | 1952      |
| Unión Callao     | Perú | 1953-1954 |
| Atlético Chalaco | Perú | 1955-1956 |

## Palmarés
| Título           | Club         | País | Año  |
| ---------------- | ------------ | ---- | ---- |
| Segunda División | Unión Callao | Perú | 1950 |
| Segunda División | Unión Callao | Perú | 1954 |